# Canton du Cannet
Le canton du Cannet est une division administrative française, située dans le département des Alpes-Maritimes et la région Provence-Alpes-Côte d'Azur.
À la suite du redécoupage cantonal de 2014, les limites territoriales du canton sont remaniées. Le nombre de communes du canton passe de 1 à 1 + fraction Le Cannet.

## Histoire
Le canton du Cannet a été créé en 1957 (décret du 21 octobre 1957) par division du canton de Cannes. Il était initialement composé des communes de Mougins, du Cannet, de Mouans-Sartoux et de la Roquette-sur-Siagne. En 1982, avec la création du canton de Mougins, il ne reste au canton qu'une partie de la commune du Cannet.
Par décret du 24 février 2014, le nombre de cantons du département est divisé par deux, avec mise en application aux élections départementales de mars 2015. Le canton du Cannet est conservé et s'agrandit. Il passe de 1 à 1 + fraction Le Cannet communes.

## Représentation

### Représentation avant 2015
| Période         | Période          | Identité        | Étiquette    | Qualité |
| --------------- | ---------------- | --------------- | ------------ | --- |
| 1958            | 1964             | Gaston Ducros   | RGR puis UNR | Maire du Cannet (1945-1977)                                                                                         |
| 1964            | 1970             | André Vouillon  | SE           | Maire de Cannes (1968-1970)                                                                                         |
| 1970            | 1976             | Gaston Ducros   | CR           | Maire du Cannet (1945-1977)                                                                                         |
| 1976            | 1988 (démission) | Pierre Bachelet | RPR          | Officier ministériel Suppléant du député Pierre Sauvaigo (1973-1981) Député (1983-1997) Maire du Cannet (1977-1995) |
| 1988            | 1994             | Lucien Griffa   | RPR          | Conseiller en gestion, adjoint au maire du Cannet                                                                   |
| 1994            | 2002 (démission) | Michèle Tabarot | DVD puis DL  | Chef d'entreprise Maire du Cannet (1995-2017) Députée depuis 2002                                                   |
| 20 octobre 2002 | 2015             | Patrick Tambay  | UMP          | Pilote automobile Adjoint au maire du Cannet                                                                        |

### Représentation depuis 2015
| Période élective | Période élective | Mandat | Mandat   | Identité                   | Nuance | Nuance | Qualité                                                               |
| ---------------- | ---------------- | ------ | -------- | -------------------------- | ------ | ------ | --------------------------------------------------------------------- |
| 2015             | 2021             | 2015   | 2021     | Françoise Duhalde-Guignard |        | LR     | Biologiste - Adjointe au maire de Mougins (2014-2020)                 |
| 2015             | 2021             | 2015   | 2021     | Patrick Tambay             |        | LR     | Ancien pilote automobile, adjoint au maire du Cannet ( jusqu'en 2020) |
| 2021             | 2028             | 2021   | en cours | Didier Carretero           |        | LR     | Adjoint au maire du Cannet                                            |
| 2021             | 2028             | 2021   | en cours | Fleur Frison-Roche         |        | LR     | Enseignante, adjointe au maire de Mougins                             |

#### Élections de mars 2015
À l'issue du 1er tour des élections départementales de 2015, deux binômes sont en ballottage : Françoise Duhalde-Guignard et Patrick Tambay (UMP, 49,11 %) et Julien Clos et Gaëlle Quentin (FN, 32,58 %). Le taux de participation est de 47,13 % (15 156 votants sur 32 157 inscrits) contre 48,55 % au niveau départementalet 50,17 % au niveau national.
Au second tour, Françoise Duhalde-Guignard et Patrick Tambay (UMP) sont élus avec 65,89 % des suffrages exprimés et un taux de participation de 46,24 % (9 116 voix pour 14 916 votants et 32 258 inscrits).

#### Élections de juin 2021
Le premier tour des élections départementales de 2021 est marqué par un très faible taux de participation (33,26 % au niveau national). Dans le canton du Cannet, ce taux de participation est de 33,17 % (10 566 votants sur 31 855 inscrits) contre 34,55 % au niveau départemental. À l'issue de ce premier tour, deux binômes sont en ballottage : Didier Carretero et Fleur Frison-Roche (Union à droite, 35,19 %) et Élisabeth Bias-Taousson et Franck Laporte (RN, 29,87 %).
Le second tour des élections est marqué une nouvelle fois par une abstention massive équivalente au premier tour. Les taux de participation sont de 34,3 % au niveau national, 37,61 % dans le département et 36,37 % dans le canton du Cannet. Didier Carretero et Fleur Frison-Roche (Union à droite) sont élus avec 66,03 % des suffrages exprimés (7 265 voix pour 11 591 votants et 31 867 inscrits),,.

## Composition
Le canton du Cannet se compose de la commune de Mougins et d'une fraction de la commune du Cannet.
| Nom                               | Code Insee | Intercommunalité         | Superficie (km2) | Population (dernière pop. légale)                | Densité (hab./km2) | Modifier                                    |
| --------------------------------- | ---------- | ------------------------ | ---------------- | ------------------------------------------------ | ------------------ | ------------------------------------------- |
| Le Cannet (bureau centralisateur) | 06030      | CA Cannes Pays de Lérins | 7,71             | Fraction : 26 564 (2022) Commune : 40 198 (2022) | 5 214              | modifier les données · modifier les données |
| Mougins                           | 06085      | CA Cannes Pays de Lérins | 25,64            | 19 481 (2022)                                    | 760                | modifier les données · modifier les données |
| Canton du Cannet                  | 0609       |                          |                  | 46 045 (2022)                                    |                    | modifier les données                        |

## Démographie

### Démographie avant 2015
| 1962 | 1968 | 1975 | 1982 | 1990   | 1999   | 2006   | 2011   | 2012   |
| ---- | ---- | ---- | ---- | ------ | ------ | ------ | ------ | ------ |
| -    | -    | -    | -    | 38 381 | 41 668 | 30 108 | 30 506 | 30 499 |

### Démographie depuis 2015
En 2022, le canton comptait 46 045 habitants, en évolution de −0,75 % par rapport à 2016 (Alpes-Maritimes : +2,85 %, France hors Mayotte : +2,11 %).
| 2013   | 2018   | 2022   |
| ------ | ------ | ------ |
| 46 850 | 46 979 | 46 045 |